# Diócesis de Maturín
La diócesis de Maturín (en latín: Dioecesis Maturinensis) es una circunscripción eclesiástica de la Iglesia católica en Venezuela. Se trata de una diócesis latina, sufragánea de la arquidiócesis de Ciudad Bolívar. Desde el 9 de agosto de 2003 su obispo es Enrique Pérez Lavado. 

## Territorio y organización
La diócesis tiene 28 900 km² y extiende su jurisdicción sobre los fieles católicos de rito latino residentes en el estado Monagas, conformado por 13 municipios.
La sede de la diócesis se encuentra en la ciudad de Maturín, en donde se halla la Catedral de Nuestra Señora del Carmen.
En 2021 en la diócesis existían 29 parroquias.

## Historia
Juan José Bernal Ortiz, obispo de Santo Tomás de Guayana y primer arzobispo de Ciudad Bolívar quien tuvo la iniciativa de solicitar a la Sede Apostólica la erección de la diócesis maturinense en el territorio del estado Monagas, para la atención de una feligresía cada vez mayor, pero territorialmente lejana a su labor pastoral.
La diócesis fue erigida el 24 de mayo de 1958 mediante la bula Regnum Dei del papa Pío XII, obteniendo el territorio de la diócesis de Ciudad Bolívar (hoy arquidiócesis). Antonio José Ramírez Salaverría fue preconizó como primer obispo. Originalmente fue sufragánea de la arquidiócesis de Caracas, pero el 21 de junio del mismo año pasó a formar parte de la provincia eclesiástica de la arquidiócesis de Ciudad Bolívar.
Antonio Ramírez entregó el gobierno de la diócesis de Maturín, luego de 37 años de guía episcopal, a Diego Rafael Padrón Sánchez, quien gobernó desde el año 1994 hasta el año 2002, cuando fue promovido al arzobispado de Cumaná. Del año 2002 al 2003 la diócesis fue regida por la administración apostólica de Cesar Ortega Herrera, obispo de Barcelona. En el 2003 fue preconizado por el papa Juan Pablo II como tercer obispo de Maturín Enrique Pérez Lavado.

## Estadísticas
Según el Anuario Pontificio 2022 la diócesis tenía a fines de 2021 un total de 779 750 fieles bautizados.
| Año                                                                             | Población            | Población | Población      | Sacerdotes | Sacerdotes    | Sacerdotes    | Bautizados por sacerdote | Diáconos permanentes | Religiosos | Religiosos | Parroquias |
| Año                                                                             | Bautizados católicos | Total     | % de católicos | Total      | Clero secular | Clero regular | Bautizados por sacerdote | Diáconos permanentes | Varones    | Mujeres    | Parroquias |
| ------------------------------------------------------------------------------- | -------------------- | --------- | -------------- | ---------- | ------------- | ------------- | ------------------------ | -------------------- | ---------- | ---------- | ---------- |
| 1966                                                                            | ?                    | 246 000   | ?              | 23         | 14            | 9             | ?                        |                      | 3          | 31         | 12         |
| 1970                                                                            | 232 000              | 290 000   | 80.0           | 24         | 17            | 7             | 9666                     |                      | 8          | 12         | 14         |
| 1976                                                                            | 304 000              | 380 000   | 80.0           | 22         | 16            | 6             | 13 818                   |                      | 6          | 24         | 15         |
| 1980                                                                            | 343 000              | 428 700   | 80.0           | 22         | 18            | 4             | 15 590                   |                      | 4          | 30         | 16         |
| 1990                                                                            | 348 000              | 410 000   | 84.9           | 18         | 14            | 4             | 19 333                   |                      | 4          | 46         | 17         |
| 1999                                                                            | 510 000              | 600 000   | 85.0           | 26         | 15            | 11            | 19 615                   |                      | 11         | 27         | 21         |
| 2000                                                                            | 430 000              | 600 000   | 71.7           | 29         | 15            | 14            | 14 827                   |                      | 14         | 42         | 21         |
| 2001                                                                            | 510 000              | 605 000   | 84.3           | 26         | 12            | 14            | 19 615                   |                      | 17         | 21         | 21         |
| 2002                                                                            | 610 000              | 700 000   | 87.1           | 22         | 10            | 12            | 27 727                   |                      | 26         | 20         | 30         |
| 2003                                                                            | 530 000              | 618 000   | 85.8           | 26         | 14            | 12            | 20 384                   |                      | 24         | 20         | 30         |
| 2004                                                                            | 610 000              | 700 000   | 87.1           | 22         | 12            | 10            | 27 727                   |                      | 23         | 45         | 22         |
| 2013                                                                            | 709 000              | 809 000   | 87.6           | 44         | 38            | 6             | 16 113                   |                      | 6          | 21         | 27         |
| 2016                                                                            | 738 992              | 843 403   | 87.6           | 43         | 39            | 4             | 17 185                   |                      | 4          | 12         | 28         |
| 2019                                                                            | 768 000              | 876 500   | 87.6           | 43         | 39            | 4             | 17 860                   |                      | 4          | 12         | 29         |
| 2021                                                                            | 779 750              | 920 000   | 84.8           | 41         | 36            | 5             | 19 018                   |                      | 5          | 12         | 29         |
| Fuente: Catholic-Hierarchy, que a su vez toma los datos del Anuario Pontificio. |                      |           |                |            |               |               |                          |                      |            |            |            |

## Episcopologio
- Antonio José Ramírez Salaverría † (24 de mayo de 1958-7 de mayo de 1994 retirado)
- Diego Rafael Padrón Sánchez (7 de mayo de 1994-27 de marzo de 2002 nombrado arzobispo de Cumaná)
- Enrique Pérez Lavado, desde el 9 de agosto de 2003